# Giże (gmina Świętajno)
Giże (niem. Giesen) – wieś w Polsce położona w województwie warmińsko-mazurskim, w powiecie oleckim, w gminie Świętajno.
W latach 1975–1998 miejscowość należała administracyjnie do województwa suwalskiego.